# Transdanubien

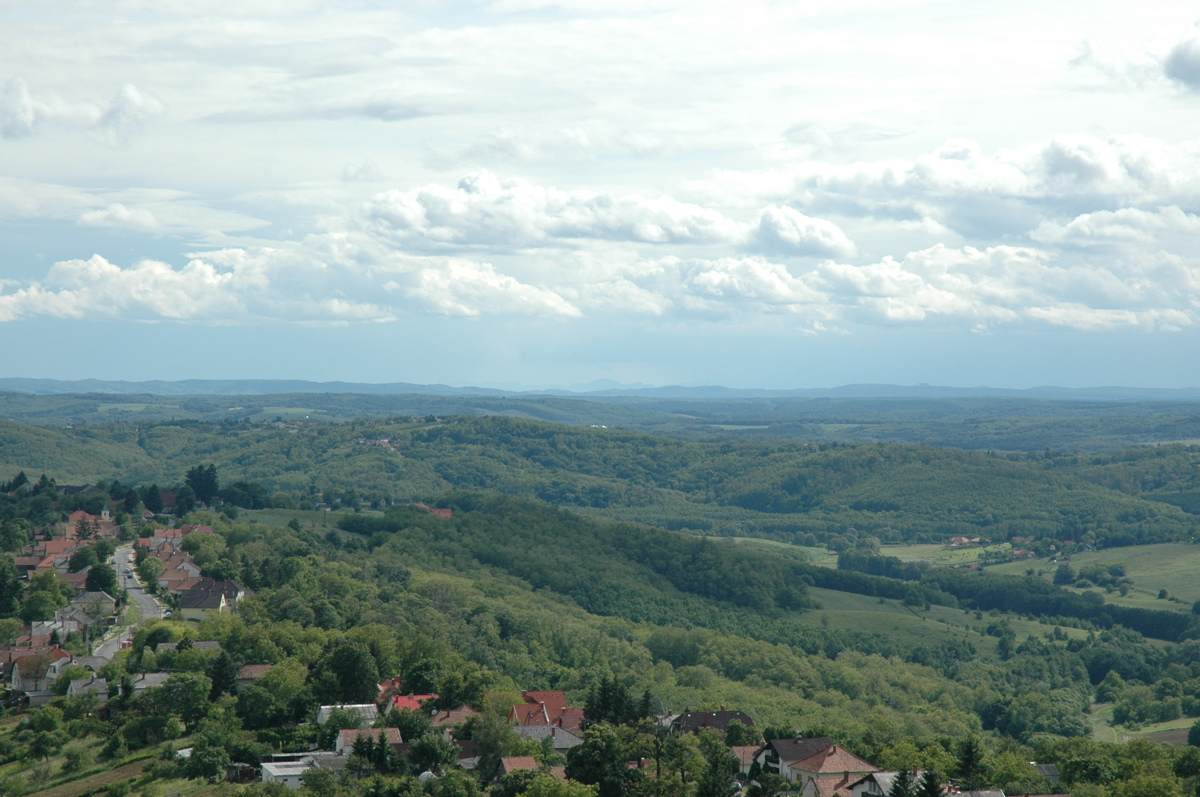
Zalai-dombság.

Transdanubien (ungerska: Dunántúl; tyska: Transdanubien) är ett historiskt landskap i Ungern. Före Trianonfördraget 1920 ingick även Burgenland, Prekmurje och Međimurje, vilka idag är delar av Österrike, Slovenien och Kroatien, i Transdanubien.

## Indelning
Transdanubien är idag indelad i tre statistiska regioner:

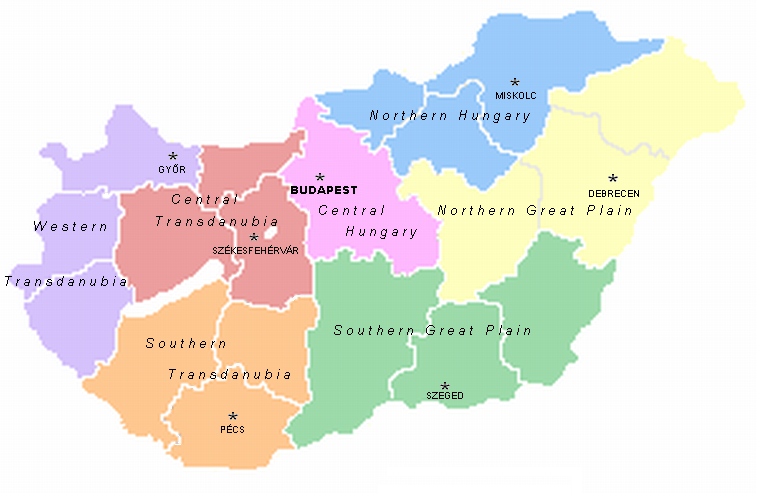
Västra Transdanubien
Mellersta Transdanubien
Södra Transdanubien